# Réservoir Opinaca
Das Réservoir Opinaca ist ein Stausee in der kanadischen Provinz Québec. Er ist Bestandteil des Baie-James-Wasserkraftprojekts.
Der Stausee, in dem zahlreiche Inseln liegen, hat eine Wasserfläche von 1040 km² auf einer Höhe von 216 m über Meer. Die wichtigsten Zuflüsse sind der Rivière Eastmain und der Rivière Opinaca.
Mehrere Staudämme regulieren den Stausee:
- Barrage OA-05 am Abfluss des Rivière Opinaca
- Barrage OA-10A und Barrage OA-10B
- Barrage OA-11 am Abfluss des Rivière Eastmain
- Ouvrage régulateur de la Sarcelle (21,4 m hoch; 688 m lang; 1980 fertiggestellt), ein Regulierwehr an der Ableitung zum Réservoir Robert-Bourassa.[3]

Im Bau befindet sich das Wasserkraftwerk Sarcelle an der Ableitung zum Réservoir Robert-Bourassa. Das Gefälle zwischen dem Réservoir Opinaca (211,8–215,8 m) und dem Lac Boyd (201,2 m) soll zur Energiegewinnung ausgenutzt werden. Drei Turbinen mit einer Gesamtleistung von 150 MW sollen eine Jahresleistung von 1,1 TWh erzeugen. Der Ausbaudurchfluss beträgt 1290 m³/s.